# Campionati italiani di ciclismo su strada 2022
I Campionati italiani di ciclismo su strada 2022 si sono svolti in Friuli-Venezia Giulia, Puglia, Emilia-Romagna, Lombardia e Piemonte dal 21 giugno al 3 luglio 2022.

## Calendario
| Data                   | Località                        | Prova                  | Distanza               |
| Cronometro individuali | Cronometro individuali          | Cronometro individuali | Cronometro individuali |
| ---------------------- | ------------------------------- | ---------------------- | ---------------------- |
| 21 giugno              | San Giovanni al Natisone        | Uomini junior          | 16 km                  |
| 21 giugno              | San Giovanni al Natisone        | Donne junior           | 16 km                  |
| 22 giugno              | San Giovanni al Natisone        | Uomini U23             | 35 km                  |
| 22 giugno              | San Giovanni al Natisone        | Uomini élite           | 35 km                  |
| 22 giugno              | San Giovanni al Natisone        | Donne élite            | 35 km                  |
| Corsa in linea         |                                 |                        |                        |
| 25 giugno              | Carnago                         | Uomini U23             | 170 km                 |
| 26 giugno              | Marina di Ginosa - Alberobello  | Uomini élite           | 237,1 km               |
| 26 giugno              | Medolla - San Felice sul Panaro | Donne élite            | 147,6 km               |
| 2 luglio               | Cherasco                        | Donne junior           |                        |
| 3 luglio               | Cherasco                        | Uomini junior          | 130,2 km               |

## Risultati
| Eventi                 | Oro                  | Tempo    | Argento             | Tempo | Bronzo              | Tempo   |
| Uomini professionisti  |                      |          |                     |       |                     |         |
| Gara in linea dettagli | Filippo Zana         | 5h41'32" | Lorenzo Rota        | s.t.  | Samuele Battistella | s.t.    |
| Cronometro dettagli    | Filippo Ganna        | 40'29"10 | Mattia Cattaneo     | a 36" | Edoardo Affini      | a 50"   |
| Donne Élite            |                      |          |                     |       |                     |         |
| Gara in linea dettagli | Elisa Balsamo        | 3h35'58" | Rachele Barbieri    | s.t.  | Barbara Guarischi   | s.t.    |
| Cronometro dettagli    | Elisa Longo Borghini | 46'31"   | Vittoria Guazzini   | a 32" | Marta Cavalli       | a 1'02" |
| Uomini Under-23        |                      |          |                     |       |                     |         |
| Gara in linea dettagli | Lorenzo Germani      | 4h13'31" | Walter Calzoni      | a 10" | Emanuele Ansaloni   | a 1'31" |
| Cronometro dettagli    | Davide Piganzoli     | 44'03"   | Matteo Montefiori   | a 7"  | Bryan Olivo         | a 22"   |
| Uomini junior          |                      |          |                     |       |                     |         |
| Gara in linea dettagli | Dario Igor Belletta  | 3h23'08" | Edoardo Burano      | a 38" | Nicolas Milesi      | a 43"   |
| Cronometro dettagli    | Alessandro Cattani   | 20'59"   | Davide Donati       | a 6"  | Nicolas Milesi      | a 8"    |
| Donne junior           |                      |          |                     |       |                     |         |
| Gara in linea dettagli | Eleonora Ciabocco    | 2h39'38" | Federica Venturelli | a 10" | Gaia Segato         | s.t.    |
| Cronometro dettagli    | Federica Venturelli  | 23'24"   | Valentina Zanzi     | a 22" | Eleonora Ciabocco   | a 46"   |